# Вилагошская капитуляция
Капитуляция в Вилагоше (венг. A világosi fegyverletétel) — капитуляция венгерской повстанческой армии Артура Гёргеи перед русским 3-м пехотным корпусом генерала Фёдора Ридигера, состоявшаяся 13 августа 1849 года вблизи селения Вилагош (ныне село Ширия, Румыния) и закончившая венгерское национальное восстание 1848—1849 годов.

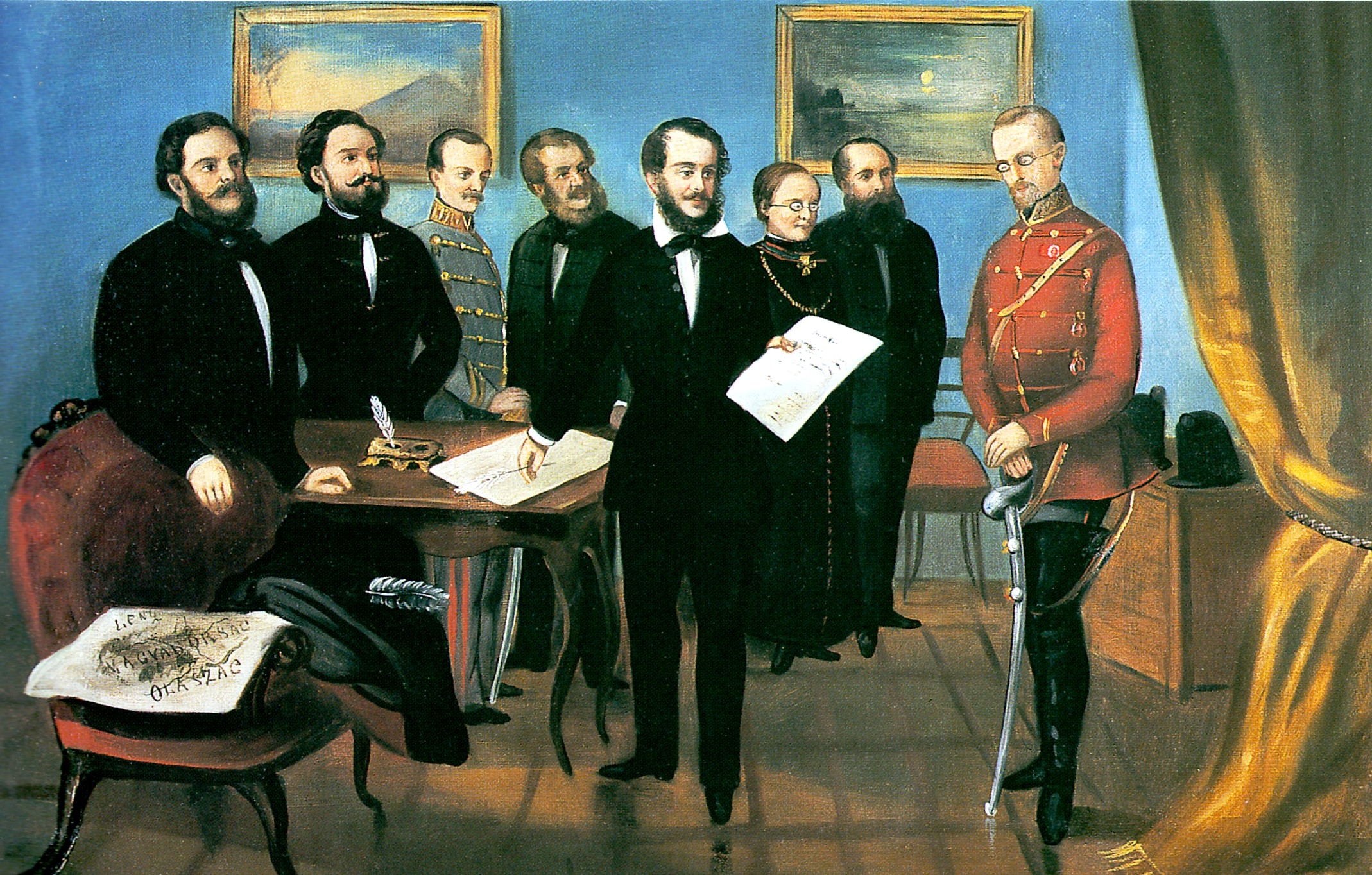
Последний венгерский совет министров, состоявшийся 10 августа 1849 года в Араде, на котором Кошут (в центре) передаёт политическую и военную власть Гёргеи, назначая его диктатором Венгрии.

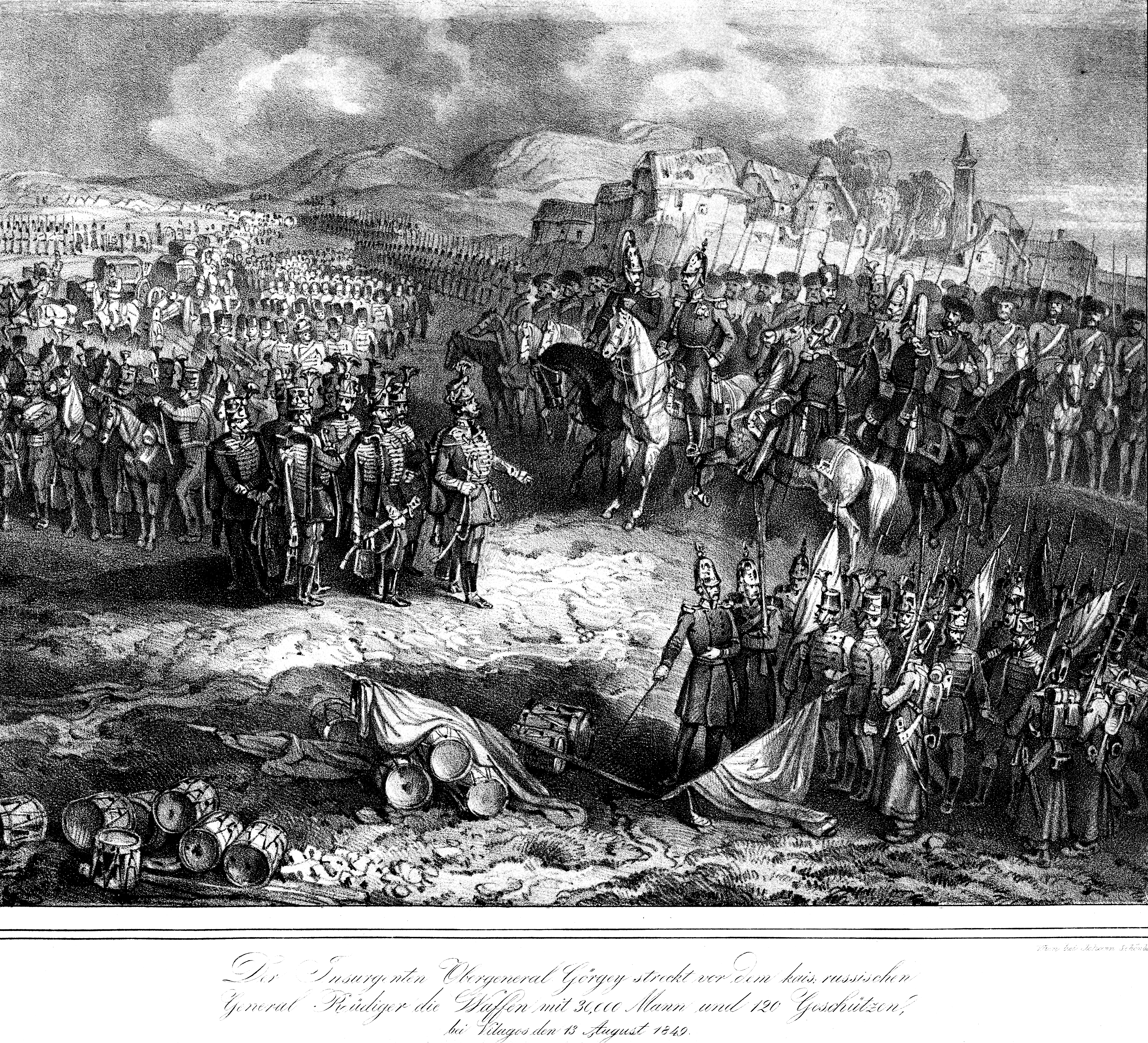
Эпизод капитуляции

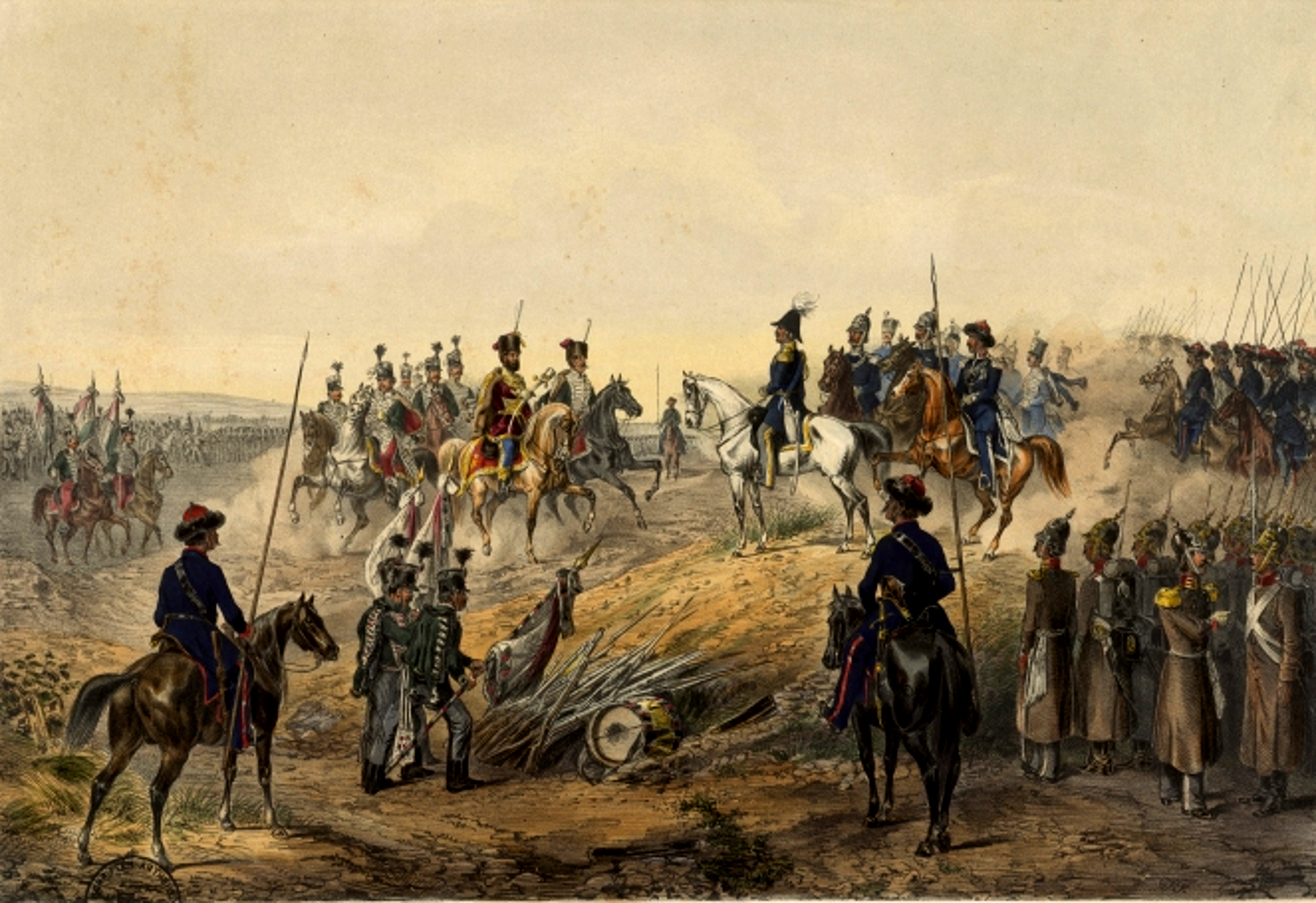
Эпизод капитуляции

## Накануне
После того, как Россия присоединилась к подавлению венгерского восстания на стороне Австрии, поражение венгерских войск, ввиду значительного превосходства сил союзников, стало вопросом времени. Командующий северной венгерской армией Артур Гёргеи, шедший к Араду, где он надеялся соединиться с польским генералом Дембинским, встретил австрийский корпус Шлика, преграждавший ему путь на юг. В то же время к нему приближался от Дебрецена авангард русской армии. Армия Гёргеи прибыла в Арад 9-10 августа форсированным маршем, надеясь объединиться с южной армией. Вечером 10 августа Кошут провел очную встречу с Гёргеи в замке Арада. Они все ещё ждали отчета об исходе сражения при Темешваре. Гёргеи заявил правителю, что в случае поражения сложит оружие. Ночью Кошут без комментариев передал Гёргеи военный отчет о катастрофическом поражении при Темешваре. Затем правительство разрешило Гёргеи вести переговоры отдельно с русской армией. По просьбе Гёргеи 11 августа 1849 года венгерское правительство ушло в отставку и передало ему всю военную и гражданскую власть. После получения в тот же день ответа от русской армии об отказе от переговоров, генералу оставалось только сложить оружие. 11 августа 1849 года военный совет в Араде (около 80 человек, в том числе несколько генералов, впоследствии «Арадских мучеников») объявил о сдаче оружия. Гёргеи вышел из комнаты во время принятия решения, «обязывая себя действовать в соответствии с его решением».
"...в нашей ситуации, без снаряжения, без денег, едва снабжая армию, категорически отрицаю, что мы будем иметь возможность дальнейшего успеха и наше сопротивление может быть постоянным; мы должны признать, что продолжение войны по вышеупомянутому валленштейновскому принципу в нашей собственной стране является преступлением". - Слова Гёргеи, сказанные Ласло Чани перед созывом последнего военного совета -

## Капитуляция
13 августа 1849 года венгерская армия сдалась русскому генералу Ридигеру. В замке Богус венгры подписали документ о капитуляции. Гёргеи пытался продемонстрировать условиями капитуляции, что Венгрия потерпела поражение от России, а не от Австрии. Армия сложила оружие перед русским 3-м пехотным корпусом на поле Сёллёш (рядом с Вилагошем). Русской армией было взято: 34 знамени, 31 штандарт, 24 000 рублей, а также 31 000 пленных, 144 орудия, все обозы и парки.

## Последствия
После капитуляции венгров и, несмотря на просьбы российского императора Николая I о помиловании, австрийцы начали жестокие репрессии против участников революции. Большинство солдат и офицеров, которых разжаловали, были насильно призваны в австрийскую армию. Сотни венгерских военных и гражданских лиц были приговорены к смертной казни, а ещё больше заключены в тюрьмы. 6 октября 1849 года в Араде были казнены 12 генералов и один полковник венгерской армии, так называемые «Арадские мученики». В тот же день в Пеште в здании «Уйэпюлет» был расстрелян Лайош Баттьяни, первый премьер-министр Венгрии.